# کلود بیبیه
کلود بیبیه (به فرانسوی: Claude Bébéar) (زاده ۲۹ ژوئیه ۱۹۳۵) کارآفرین، بازرگان و مدیر ارشد اجرایی فرانسوی است، که در سال ۱۹۸۵ شرکت آکسا را تأسیس کرد. آکسا هم‌اکنون بزرگترین شرکت بیمه جهان، بر پایه میزان درآمد سالیانه بشمار می‌آید و در مجموع به‌عنوان دومین کارگزار بیمه در جهان محسوب می‌شود. بیبیه در دوران فعالیت مدیریتی‌اش، در سه دوره مختلف به‌عنوان رئیس هیئت مدیره شرکت‌های ویوندی، بی‌ان‌پی پاریبا و اشنایدر الکتریک نیز فعالیت می‌کرد.